# 키스~돌아가는 길의 러브송~
〈키스~돌아가는 길의 러브송~〉(일본어: キッス〜帰り道のラブソング〜 キッス〜かえりみちのラブソング〜[*])은 테고마스의 2번째 싱글이다.

## 개요
타이업이 붙은 3곡을 포함한 2번째의 싱글. 초회 생산 한정반에는, 표제곡의 PV가 수록된 DVD가 부속된다(DVD에서만의 스페셜판 PV도 수록되고 있다).
본작의 발매에 수반해, 휴대 전화 전용 공식 사이트·Johnny's Web에서는, 2007년 5월 2일부터 6월 3일까지의 사이, 〈테고+마스=☆〉라고 제목을 붙인 연재를 실시했다. 이것은 커플링으로서 수록된, 〈너+나=LOVE?〉에 걸친 타이틀이 되고 있다.
같은 날에 쿠와타 케이스케의 〈내일 맑을까〉가 발매되어 오리콘 주간 차트 1위는 놓쳤다. 그러나, 초동 매상은 전작 〈미소수프〉를 웃돌았다.

## 수록곡

### 초회 생산 한정반
CD 
1. キッス～帰り道のラブソング～ / 키스~돌아가는 길의 러브송~
작사: zopp / 작곡: 모리모토 코스케 / 편곡: h-wonder
2. キミ+ボク=LOVE? / 너+나=LOVE?
작사: zopp / 작곡: 이이다 타케히코 / 편곡: CHOKKAKU
3. マルイチカラ / 둥근 힘
작사: 이토 아키라, Mark Davis / 작곡: 마카이노 코지 / 편곡: 나가오카 세이코

 DVD 
1. Music Clip
2. Music Clip Making
3. Music Clip~special ver.~

### 통상반
1. キッス～帰り道のラブソング～ / 키스~돌아가는 길의 러브송~
2. キミ+ボク=LOVE? / 너+나=LOVE?
3. マルイチカラ / 둥근 힘
4. 希望の光を心に灯そう / 희망의 빛을 마음에 지피자
작사: zopp / 작곡: Fredrik Hult, Stefan Aberg, Jonas Engstrand, Hakan Fredriksson / 편곡: 타나베 케이지
5. キッス～帰り道のラブソング～（オリジナル・カラオケ）